# Grażyna Mańkowska
Grażyna Maria Mańkowska – polska językoznawczyni, doktor habilitowany nauk humanistycznych, pracownik naukowy Katedry Rusycystyki Wydziału Lingwistyki Stosowanej Uniwersytetu Warszawskiego.

## Życiorys
Studiowała na Uniwersytecie Warszawskim, w 2001 r. obroniła pracę doktorską pt. Eufemizmy we współczesnym języku polskim i rosyjskim (konfrontatywno - typologiczna analiza semantyczna), której promotorem był prof. Stanisław Siatkowski, w 2014 r. uzyskała  stopień doktora habilitowanego.
Pracuje na stanowisku adiunkta i kierownika w Katedrze Rusycystyki na Wydziale Lingwistyki Stosowanej Uniwersytetu Warszawskiego.